# Władcy Nawarry

Herb Nawarry

## Dynastia Jimenez
| #  | Imię                                          |  | Urodzony       | Zmarł                               | Czas rządów | Rodzice                                                     |
| -- | --------------------------------------------- |  | -------------- | ----------------------------------- | ----------- | ----------------------------------------------------------- |
| 1  | Inigo Arista Íñigo Arista                     |  | ok. 790        | 851                                 | 824–851     | Inigo Jimenez Oneca                                         |
| 2  | García Íñiguez                                |  | 810            | 880                                 | 851–880     | Inigo Arista Oneca Velazquez                                |
| 3  | Fortun Jednooki Fortún el Tuerto              |  | 830            | 906                                 | 880–905     | García Íñiguez Urraka Jimenez                               |
| 4  | Sancho I                                      |  | ok. 860        | 11 grudnia 925 Resa                 | 905–926     | Garcia Jimenez Dadildis de Bigorra                          |
| 5  | Garcia I García I                             |  | 919            | 22 lutego 970                       | 926–970     | Sancho I (król Nawarry) Toda de Larraun                     |
| 6  | Sancho II                                     |  | 935            | grudzień 994                        | 970–994     | Garcia I (król Nawarry) Andregota Galindez                  |
| 7  | Garcia II Tchórz García II el Temblón         |  | ok. 964        | 1000                                | 994–1000    | Sancho II (król Nawarry) Urraka Fernandez                   |
| 8  | Sancho III Wielki Sancho III el Grande        |  | ok. 985 Oviedo | 18 października 1035                | 1000–1035   | Garcia II Tchórz Jimena Fernandez                           |
| 9  | Garcia III García III                         |  | 1020           | 15 września 1054 Atapuerca          | 1035–1054   | Sancho III Wielki Muniadona                                 |
| 10 | Sancho IV                                     |  | ok. 1039       | 4 czerwca 1076 Penalen              | 1054–1076   | Garcia III (król Nawarry) Stefania de Foix                  |
| 11 | Sancho V                                      |  | ok. 1042       | 4 czerwca 1094 Huesca               | 1076–1094   | Ramiro I (król Aragonii) Ermesinda z Bigorre                |
| 12 | Piotr I Pedro I                               |  | ok. 1068       | 27 września 1104 Vall d’Aran        | 1094–1104   | Sancho Ramírez Izabela d’Urgel                              |
| 13 | Alfons I Waleczny Alfonso I el Batallador     |  | ok. 1073       | 7 września 1134 San Juan de la Pena | 1104–1134   | Sancho Ramírez Felicja de Roucy                             |
| 14 | Garcia IV Odnowiciel García IV el Restaurador |  | 1110           | 21 listopada 1150 Lorca             | 1134–1150   | Ramiro Sánchez, pan Monzón Cristina Rodriguez Diaz de Vivar |
| 15 | Sancho VI Mądry Sancho VI el Sabio            |  | ok. 1133       | 27 czerwca 1194 Pampeluna           | 1150–1194   | Garcia IV Odnowiciel Małgorzata de l'Aigle                  |
| 16 | Sancho VII Mocny Sancho VII el Fuerte         |  | 1160           | 7 kwietnia 1234 Tudela              | 1194–1234   | Sancho VI Mądry Sancha Kastylijska                          |

## Dynastia z Szampanii

Herb królów Nawarry z dynastii z Szampanii

| #  | Imię                                     |  | Urodzony                       | Zmarł                     | Czas rządów | Rodzice                                   |
| -- | ---------------------------------------- |  | ------------------------------ | ------------------------- | ----------- | ----------------------------------------- |
| 17 | Tybald I Trubadur Teobaldo I el Trovador |  | 30 maja 1201 Troyes            | 8 lipca 1253 Pampeluna    | 1234–1253   | Tybald III Blanka z Nawarry               |
| 18 | Tybald II Młody Teobaldo II el Joven     |  | 1238                           | 4 grudnia 1270 Trapani    | 1253–1270   | Tybald I Trubadur Małgorzata de Dampierre |
| 19 | Henryk I Gruby Enrique I el Gordo        |  | 1244                           | 22 lipca 1274 Pampeluna   | 1270–1274   | Tybald I Trubadur Małgorzata de Dampierre |
| 20 | Joanna I Juana I                         |  | 14 stycznia 1273 Bar-sur-Seine | 2 kwietnia 1305 Vincennes | 1274–1305   | Henryk I Gruby Blanka d’Artois            |

## Kapetyngowie
| #  | Imię                                   |  | Urodzony                    | Zmarł                           | Czas rządów | Rodzice                                 |
| -- | -------------------------------------- |  | --------------------------- | ------------------------------- | ----------- | --------------------------------------- |
| 21 | Filip I Piękny Felipe IV el Hermoso    |  | 1268 Fontainebleau          | 29 listopada 1314 Fontainebleau | 1284–1305   | Filip III Śmiały Izabela Aragońska      |
| 22 | Ludwik I Kłótliwy Luis I el Turbulento |  | 4 października 1289 Paryż   | 5 czerwca 1316 Vincennes        | 1305–1316   | Filip IV Piękny Joanna I z Nawarry      |
| 23 | Jan I Pogrobowiec Juan I el Póstumo    |  | 15 listopada 1316 Vincennes | 20 listopada 1316 Vincennes     | 1316        | Ludwik I Kłótliwy Klemencja Węgierska   |
| 24 | Filip II Długi Felipe II el Largo      |  | 17 listopada 1293 Lyon      | 3 stycznia 1322 Longchamp       | 1316–1322   | Filip IV Piękny Joanna I z Nawarry      |
| 25 | Karol I Piękny Carlos I el Hermoso     |  | 18 czerwca 1294 Creil       | 1 lutego 1328 Vincennes         | 1322–1328   | Filip IV Piękny Joanna I z Nawarry      |
| 26 | Joanna II Mała Juana II                |  | 28 stycznia 1311 Conflans   | 6 października 1349 Conflans    | 1328–1349   | Ludwik I Kłótliwy Małgorzata Burgundzka |

Herb królów Nawarry z dynastii Kapetyngów

- Związki rodzinne władców Francji, Anglii i Nawarry w XIII i XIV w.

## Dynastia Evreux

Herb królów Nawarry z dynastii Evreux

| #  | Imię                                     |  | Urodzony                    | Zmarł                                 | Czas rządów | Rodzice                                   |
| -- | ---------------------------------------- |  | --------------------------- | ------------------------------------- | ----------- | ----------------------------------------- |
| 27 | Filip III Felipe III                     |  | 27 marca 1306               | 16 września 1343 Jerez de la Frontera | 1328–1343   | Ludwik d’Évreux Małgorzata de Conches     |
| 28 | Karol II Zły Carlos II el Malo           |  | 10 października 1332 Evreux | 1 stycznia 1387 Pampeluna             | 1349–1387   | Filip III d’Evreux Joanna II Mała         |
| 29 | Karol III Szlachetny Carlos III el Noble |  | 1361 Mantes                 | 8 września 1425 Olite                 | 1387–1425   | Karol II Zły Joanna de Valois             |
| 30 | Blanka I Blanca I                        |  | 1391                        | 3 kwietnia 1441 Segovia               | 1425–1441   | Karol III Szlachetny Eleonora Kastylijska |

## Dynastia Trastámara

Herb królów Nawarry z dynastii Trastámara

| #  | Imię                |  | Urodzony                         | Zmarł                      | Czas rządów | Rodzice                                          |
| -- | ------------------- |  | -------------------------------- | -------------------------- | ----------- | ------------------------------------------------ |
| 31 | Jan II Juan II      |  | 29 czerwca 1397 Medina del Campo | 20 stycznia 1479 Barcelona | 1425–1479   | Ferdynand I Sprawiedliwy Eleonora de Albuquerque |
| 32 | Eleonora I Leonor I |  | 2 lutego 1425                    | 12 lutego 1479 Tudela      | 1479        | Jan II Aragoński Blanka I z Nawarry              |

## Dynastia Foix

Herb królów Nawarry z dynastii Foix

| #  | Imię                            |  | Urodzony | Zmarł                         | Czas rządów | Rodzice                                          |
| -- | ------------------------------- |  | -------- | ----------------------------- | ----------- | ------------------------------------------------ |
| 33 | Franciszek Febus Francisco Febo |  | ok. 1469 | 29 stycznia 1483 Pau          | 1479–1483   | Gaston de Foix, książę Viana Magdalena de Valois |
| 34 | Katarzyna I Catalina I          |  | 1468     | 12 lutego 1518 Mont-de-Marsan | 1483–1518   | Gaston de Foix, książę Viana Magdalena de Valois |

## Dynastia Albret

Herb królów Nawarry z dynastii Albret

| #  | Imię                 |  | Urodzony                              | Zmarł                | Czas rządów | Rodzice                                   |
| -- | -------------------- |  | ------------------------------------- | -------------------- | ----------- | ----------------------------------------- |
| 35 | Jan III Juan II      |  | 1469                                  | 14 czerwca 1516 Pau  | 1484–1516   | Alain d’Albret Franciszka de Chatillon    |
| 36 | Henryk II Enrique II |  | 24 kwietnia 1503 Sanquesa             | 25 maja 1555 Pau     | 1516–1555   | Jan III d’Albret Katarzyna de Foix        |
| 37 | Joanna III Juana III |  | 7 stycznia 1528 Saint-Germain-en-Laye | 9 czerwca 1572 Paryż | 1555–1572   | Henryk II d’Albret Małgorzata d’Angoulême |

## Burbonowie
| #  | Imię                   |  | Urodzony                       | Zmarł                              | Czas rządów      | Rodzice                                      |
| -- | ---------------------- |  | ------------------------------ | ---------------------------------- | ---------------- | -------------------------------------------- |
| 38 | Antoni I Antonio I     |  | 22 kwietnia 1518 La Fère       | 17 listopada 1562 Les Andelys      | 1555–1562        | Karol de Burbon-Vendôme Franciszka d’Alençon |
| 39 | Henryk III Enrique III |  | 13 grudnia 1553 Pau            | 14 maja 1610 Paryż                 | 1572–1610        | Antoni de Burbon-Vendôme Joanna III d’Albret |
| 40 | Ludwik II Luis II      |  | 27 września 1601 Fontainebleau | 14 maja 1643 Saint-Germain-en-Laye | 1610–1620 (1643) | Henryk III Maria Medycejska                  |

Herb królów Nawarry z dynastii Burbon

Królestwo Nawarry zostało związane z Francją unią personalną w 1589, zaś w 1620 r. zostało formalnie włączona do Francji. Tytuł króla Nawarry zachował się jednak w tytulaturze francuskich władców, aż do obalenia monarchii w 1791. Został też przywrócony w okresie restauracji 1814–1830.